# The Man from Yesterday
The Man from Yesterday (bra: O Homem de Ontem) é um filme pre-Code estadunidense de 1932, do gênero drama romântico de guerra, dirigido por Berthold Viertel, e estrelado por Claudette Colbert e Clive Brook. O roteiro de Oliver H. P. Garrett foi baseado na peça teatral "The Wound Stripe" (1925), de Neil Blackwell e Rowland G. Edwards.

## Sinopse
Em Paris, no final da Primeira Guerra Mundial, Sylvia Suffolk (Claudette Colbert) e Tony Clyde (Clive Brook), oficial da Força Expedicionária Britânica, se casam, pouco antes de Tony partir para a Frente Ocidental. Sylvia, recém-grávida, recebe a notícia de que Tony foi morto em um ataque com gás venenoso enquanto trabalhava como enfermeiro para o cirurgião René Gaudin (Charles Boyer). Sylvia gradualmente se apaixona por René, mas reluta em se casar novamente, já que não recebeu notícias oficiais da morte de Tony. De férias na Suíça com René, Sylvia fica chocada ao descobrir que Tony ainda está vivo, tendo sido feito prisioneiro de guerra. Sylva agora se encontra dividida entre seu profundo amor por Tony e sua repentina paixão por René.

## Elenco
- Claudette Colbert como Sylvia Suffolk
- Clive Brook como Capitão Tony Clyde
- Charles Boyer como René Gaudin
- Andy Devine como Steve Hand
- Alan Mowbray como Dr. Waite
- Greta Meyer como Proprietária da Pousada
- Barbara Leonard como Prostituta
- Yola d'Avril como Prostituta
- Emile Chautard como Padre
- George Davis como Taxista
- Christian Rub como Garçom

## Produção
O título de produção do filme foi "The Woman of Flame".